# Kalinov, Medzilaborce
Kalinov este o comună slovacă, aflată în districtul Medzilaborce din regiunea Prešov. Localitatea se află la altitudinea de 453 m deasupra n.m., se întinde pe o suprafață de 13,78 km2 și în 2017 număra 259 de locuitori.

## Istoric
Localitatea Kalinov este atestată documentar din 1595.

## Demografie
| An:                | 1994 | 2004    | 2014    | 2024    |
| ------------------ | ---- | ------- | ------- | ------- |
| Număr de persoane: | 367  | 304     | 273     | 243     |
| Diferență:         |      | −17,16% | −10,19% | −10,98% |

| An:                | 2023 | 2024 |
| ------------------ | ---- | ---- |
| Număr de persoane: | 243  | 243  |
| Diferență:         |      | +0%  |